# Kolumban Rösser
Kolumban Rösser oder Rosser (auch Columban Röser oder Columbanus Roesser; * 11. Dezember 1736 in Mönchstockheim als Johann Georg Rösser; † 12. Dezember 1780 in Würzburg) war ein deutscher Benediktinerpater und Philosoph.

## Leben
Georg Rösser studierte an den Universitäten von Würzburg und Bamberg. Nach dem Studium trat er am 5. November 1760 im Kloster Banz in Benediktinerorden ein. Dort wurde ihm der Ordensname Kolumban verliehen. Was in den ersten Klosterjahren zu seinen Aufgaben zählte, ist unbekannt. Seine Priesterweihe erfolgte jedenfalls 1764. Von 1770 bis 1772 dozierte er Philosophie am Kloster in Banz. 
Rösser kam im Oktober 1772 zurück nach Würzburg. Dort erhielt er an der Universität eine Stellung als Professor der Logik und Metaphysik. Zudem wurde er zum Doktor der Philosophie promoviert. Die Akademie nützlicher Wissenschaften in Erfurt nahm ihn als korrespondierendes Mitglied auf.
Seine Nachfolge übernahm 1782 der fränkische Benediktiner und Philosoph Maternus Reuß.

## Werke (Auswahl)
- Theses ex institutionibus logicae idealis, Bamberg 1760.
- Encyclopaedia positionum philosophicarum ac mathematicarum, Coburg 1772.
- Institutiones logicae, Stahel, Würzburg 1775.
- Lectiones Physicas Avspicatvrvs Pavca De Praeivdicio Antiqvitatis Et Novitatis, Würzburg 1775 (Digitalisat)
- Institvtiones Metaphysicae, Stahel, Würzburg 1776.
- Anthropologiae primae lineae, Stahel, Würzburg 1776.
- Institvtiones philosophicae de homine et deo: in vsvm avditovm adornatae, Stahel, Würzburg 1780.